# Coutaportla
Coutaportla é um género botânico pertencente à família Rubiaceae.

## Espécies
- Coutaportla ghiesbreghtiana (Baill.) Urb.
- Coutaportla guatemalensis (Standl.) Lorence
- Coutaportla pailensis Villarreal

1. ↑  «Coutaportla». World Flora Online. Consultado em 10 de setembro de 2022